# Republikanske gruppe (franske nationalforsamling)
Groupe Les Républicains (LR) (dansk: Den republikanske gruppe) er en moderat højreorienteret parlamentarisk gruppe i den franske Nationalforsamling. Gruppen har rødder tilbage til 2002.

## Baggrund for gruppen
I 2002 dannede gaullisterne partiet UMP (Union for en folkelig bevægelse). Formålet med UMP var at samle flere mindre midterpartier og højrepartier til et fælles stort parti.
UMP blev det største borgerlige parti i Frankrig. Denne position beholdt partiet også efter, at det skiftede navn til Republikanerne i 2015. 
Ved valgene i 2017 gik Republikanerne kraftigt tilbage. François Fillon, der var partiets præsidentkandidat, fik kun 20 procent af stemmerne, og han gik ikke videre til anden valgrunde. Stemmeandelen ved parlamentsvalget var nogenlunde det samme. Alligevel blev Republikanerne Nationalforsamlingens næststørste parti. De fik 112 af Nationalforsamlingens 577 pladser.
Republikanernes højreorienterede flertal ønskede at føre en klar oppositionspolitik mod den midterregering, som præsident Emmanuel Macron havde udnævnt. De midterorienterede konstruktive republikanere (Républicains constructifs) ønskede imidlertid at samarbejde med regeringen, og i slutningen af juni 2017 brød omkring 16 parlamentarikere ud af det republikanske parti. For første gang, siden UMP blev dannet i 2002, gik det gaullistiske højre og det gaullistiske centrum hver sin vej.
I årene efter 2002 var der en række mindre centrum-højre partier, der ikke ønskede at tilslutte sig UMP. En række af disse partier havde dannet Unionen af demokrater og uafhængige (UDI) i 2012. 
Ved valget i juni 2017 fik UDI 18 mandater. I slutningen af juni dannede UDI og de konstruktive republikanere Gruppen af de konstruktive republikanere samt Unionen af demokrater og uafhængige.

## Gruppens sammensætning i 2017
Den republikanske gruppe havde 101 medlemmer. Det var 96 af de 112 Republikanere, der var blevet valgte i juni 2017. 
Desuden havde fem medlemmer fra det det uafhængige højre tilsluttet sig gruppen. To af disse uafhængige medlemmer var valgte i det nordlige Frankrig, to var valgte på Réunion og én var valgt på Saint-Martin.

## Gruppens sammensætning i 2022
Efter valget i 2022 havde den republikanske gruppe 62 medlemmer, heraf 58 medlemmer fra republikanerne, 2 medlemmer, der repræsenterede både Republikanerne (LR) og partiet Lad os være frie (SL). Unionen af demokrater og uafhængige (UDI) havde et medlem af gruppen, mens det sidste medlem kom fra det uafhængige højre.    